# Supercopa dos Países Baixos
A Supercopa dos Países Baixos, chamada Johan Cruijff Schaal em homenagem ao ex-futebolista Johan Cruijff, é uma competição de futebol realizada desde 1991, em que o campeão nacional enfrenta o campeão da copa nacional.
A competição foi criada em 1949, mas só foi disputada uma vez. Em 1991 foi realizada novamente e desde então tem sido realizada anualmente. Como regra, é disputada desde 1996 no Amsterdam ArenA.
Segundo as regras, se uma equipe obteve a liga e a copa em uma mesma temporada, a supercopa deve ser disputada entre o subcampeão da liga.
O torneio marca o início de uma nova temporada nas competições de futebol nos Países Baixos.

## Campeões
| Ano  | Campeão                                 | Resultado                               | Vice-campeão                            | Local                                   |
| ---- | --------------------------------------- | --------------------------------------- | --------------------------------------- | --------------------------------------- |
| 1949 | SVV                                     | 2–0                                     | Quick 1888                              | Goffertstadion, Nimega                  |
| 1991 | Feyenoord                               | 1–0                                     | PSV Eindhoven                           | De Kuip, Roterdão                       |
| 1992 | PSV Eindhoven                           | 1–0                                     | Feyenoord                               | De Kuip, Roterdão                       |
| 1993 | Ajax                                    | 4–0                                     | Feyenoord                               | De Kuip, Roterdão                       |
| 1994 | Ajax                                    | 3–0                                     | Feyenoord                               | Estádio Olímpico, Amesterdão            |
| 1995 | Ajax                                    | 2–1 (pro)                               | Feyenoord                               | De Kuip, Roterdão                       |
| 1996 | PSV Eindhoven                           | 3–0                                     | Ajax                                    | Amsterdam Arena, Amesterdão             |
| 1997 | PSV Eindhoven                           | 3–1                                     | Roda JC                                 | Amsterdam Arena, Amesterdão             |
| 1998 | PSV Eindhoven                           | 2–0                                     | Ajax                                    | Amsterdam Arena, Amesterdão             |
| 1999 | Feyenoord                               | 3–2                                     | Ajax                                    | Amsterdam Arena, Amesterdão             |
| 2000 | PSV Eindhoven                           | 2–0                                     | Roda JC                                 | Amsterdam Arena, Amesterdão             |
| 2001 | PSV Eindhoven                           | 3–2                                     | Twente                                  | Amsterdam Arena, Amesterdão             |
| 2002 | Ajax                                    | 3–1                                     | PSV Eindhoven                           | Amsterdam Arena, Amesterdão             |
| 2003 | PSV Eindhoven                           | 3–1                                     | Utrecht                                 | Amsterdam Arena, Amesterdão             |
| 2004 | Utrecht                                 | 4–2                                     | Ajax                                    | Amsterdam Arena, Amesterdão             |
| 2005 | Ajax                                    | 2–1                                     | PSV Eindhoven                           | Amsterdam Arena, Amesterdão             |
| 2006 | Ajax                                    | 3–1                                     | PSV Eindhoven                           | Amsterdam Arena, Amesterdão             |
| 2007 | Ajax                                    | 1–0                                     | PSV Eindhoven                           | Amsterdam Arena, Amesterdão             |
| 2008 | PSV Eindhoven                           | 2–0                                     | Feyenoord                               | Amsterdam Arena, Amesterdão             |
| 2009 | AZ Alkmaar                              | 5–1                                     | Heerenveen                              | Amsterdam Arena, Amesterdão             |
| 2010 | Twente                                  | 1–0                                     | Ajax                                    | Amsterdam Arena, Amesterdão             |
| 2011 | Twente                                  | 2–1                                     | Ajax                                    | Amsterdam Arena, Amesterdão             |
| 2012 | PSV Eindhoven                           | 4–2                                     | Ajax                                    | Amsterdam Arena, Amesterdão             |
| 2013 | Ajax                                    | 3–2 (pro)                               | AZ Alkmaar                              | Amsterdam Arena, Amesterdão             |
| 2014 | Zwolle                                  | 1–0                                     | Ajax                                    | Amsterdam Arena, Amesterdão             |
| 2015 | PSV Eindhoven                           | 3–0                                     | Groningen                               | Amsterdam Arena, Amesterdão             |
| 2016 | PSV Eindhoven                           | 1–0                                     | Feyenoord                               | Amsterdam Arena, Amesterdão             |
| 2017 | Feyenoord                               | 1–1 (4–2 pen)                           | Vitesse                                 | De Kuip, Roterdão                       |
| 2018 | Feyenoord                               | 0–0 (6–5 pen)                           | PSV Eindhoven                           | De Kuip, Roterdão                       |
| 2019 | Ajax                                    | 2–0                                     | PSV Eindhoven                           | Johan Cruijff Arena, Amesterdão         |
| 2020 | Cancelado devido à pandemia de COVID-19 | Cancelado devido à pandemia de COVID-19 | Cancelado devido à pandemia de COVID-19 | Cancelado devido à pandemia de COVID-19 |
| 2021 | PSV Eindhoven                           | 4–0                                     | Ajax                                    | Johan Cruijff Arena, Amesterdão         |
| 2022 | PSV Eindhoven                           | 5–3                                     | Ajax                                    | Johan Cruijff Arena, Amesterdão         |
| 2023 | PSV Eindhoven                           | 1–0                                     | Feyenoord                               | De Kuip, Roterdão                       |
| 2024 | Feyenoord                               | 4–4 (4–2 pen)                           | PSV                                     | Philips Stadion, Eindhoven              |
| 2025 | PSV                                     | 2–1                                     | Go Ahead Eagles                         | Philips Stadion, Eindhoven              |

## Títulos
| Clube           | Vitórias | Vices | Anos em que venceu                                                                       | Anos em que perdeu                                         |
| --------------- | -------- | ----- | ---------------------------------------------------------------------------------------- | ---------------------------------------------------------- |
| PSV Eindhoven   | 15       | 8     | 1992, 1996, 1997, 1998, 2000, 2001, 2003, 2008, 2012, 2015, 2016, 2021, 2022, 2023, 2025 | 1991, 2002, 2005, 2006, 2007, 2018, 2019, 2024             |
| Ajax            | 9        | 10    | 1993, 1994, 1995, 2002, 2005, 2006, 2007, 2013, 2019                                     | 1996, 1998, 1999, 2004, 2010, 2011, 2012, 2014, 2021, 2022 |
| Feyenoord       | 5        | 7     | 1991, 1999, 2017, 2018, 2024                                                             | 1992, 1993, 1994, 1995, 2008, 2016, 2023                   |
| Twente          | 2        | 1     | 2010, 2011                                                                               | 2001                                                       |
| Utrecht         | 1        | 1     | 2004                                                                                     | 2003                                                       |
| AZ Alkmaar      | 1        | –     | 2009                                                                                     | 2013                                                       |
| SVV             | 1        | –     | 1949                                                                                     | –                                                          |
| Zwolle          | 1        | –     | 2014                                                                                     | –                                                          |
| Roda JC         | –        | 2     | 1997, 2000                                                                               | –                                                          |
| Quick Nijmegen  | –        | 1     | –                                                                                        | 1949                                                       |
| Groningen       | –        | 1     | 2015                                                                                     | –                                                          |
| Heerenveen      | –        | 1     | –                                                                                        | 2009                                                       |
| Vitesse         | –        | 1     | –                                                                                        | 2017                                                       |
| Go Ahead Eagles | –        | 1     | –                                                                                        | 2025                                                       |

## Artilheiros
| Jogador       | Clube                    | Gols | Jogos | Torneios                     |
| ------------- | ------------------------ | ---- | ----- | ---------------------------- |
| Luuk de Jong  | PSV Eindhoven Twente     | 5    | 5     | 2010, 2011, 2015, 2016, 2024 |
| Jeremain Lens | PSV Eindhoven AZ Alkmaar | 3    | 2     | 2009, 2012                   |
| Phillip Cocu  | PSV Eindhoven            | 3    | 4     | 1996, 1997, 2005, 2006       |
| Mateja Kežman | PSV Eindhoven            | 3    | 4     | 2000, 2001, 2002, 2003       |
| Jari Litmanen | Ajax                     | 3    | 4     | 1993, 1994, 1996, 1998       |